# Strachotín
Strachotín (en allemand : Tracht) est une commune du district de Břeclav, dans la région de Moravie-du-Sud, en République tchèque. Sa population s'élevait à 808 habitants en 2020.

## Géographie
Strachotín est baignée par le lac de barrage de Nové Mlýny sur la Dyje et se trouve à 8 km au sud-ouest de Hustopeče, à 24 km au nord-ouest de Břeclav, à 33 km au sud de Brno et à 207 km au sud-est de Prague.
La commune est limitée par Pouzdřany, Popice et Hustopeče au nord, par Šakvice à l'est, par Pavlov au sud et par Dolní Věstonice au sud-ouest et à l'ouest.

## Histoire
La première mention écrite de la localité date de 1051.